# Epicauta caviceps
Epicauta caviceps är en skalbaggsart som beskrevs av Horn 1873. Epicauta caviceps ingår i släktet Epicauta och familjen oljebaggar. Inga underarter finns listade i Catalogue of Life.